# Art Gilmore
Pour les articles homonymes, voir Gilmore.
Arthur "Art" Gilmore est un acteur américain né le 18 mars 1912 à Tacoma, Washington (États-Unis); il est mort à Irvine, Californie, le 25 septembre 2010.

## Biographie
Élevé à Tacoma, Gilmore commence ses études à l'Université d'État de Washington en 1931, où il est membre des fraternités Phi Mu Alpha Sinfonia et Theta Chi. En 1935, il est embauché comme annonceur pour la radio AM KKOL de Seattle. En 1936, il devient annonceur à la station de radio KFWB de Warner Bros. KFWB à Hollywood, puis, signe le contrat avec la station KNX de CBS. Au cours de la Seconde Guerre mondiale, il effectue son service dans la marine américaine à bord d'un porte-avions dans l'océan Pacifique.
De retour à la vie civile il décide de devenir un chanteur professionnel et revient à Hollywood. Avec ses collègues Edgar Bergen, Ralph Edwards et Jim Jordan, il fonde Pacific Pioneer Broadcasters en 1966, dont il deviendra le président émérite. L'organisation présente le Prix Art Gilmore Career Achievement quatre fois par an aux artistes qui ont contribué notablement à la radiodiffusion et aux industries connexes.
Il est la voix emblématique de nombreux programmes de radio classique. S'inspirant des commentateurs radio-sportifs des années 1930, il s'illustre dans Amos 'n' Andy diffusée sur la station WMAQ, dans l'introduction de le série radiophonique The Adventures of Frank Race produite par Bruce Eells Productions et diffusée à partir de 1949, dans Dr Christian diffusé sur la CBS Radio en 1937-1954, Stars sur Hollywood (CBS, 1941-1954), Sears Radio Theater (CBS, 1979-1980) et d'autres émissions de radio.
À la télévision, il a entre autres annoncé le discours A Time for Choosing de Ronald Reagan pour soutenir la candidature de Barry Goldwater à la présidence des États-Unis en 1964.
Il est aussi le narrateur de livres audio.
Art Gilmore meurt de causes naturelles le 25 septembre 2010, âgé de 98 ans, survécu par sa femme, Grace, ses filles Marilyn et Barbara, deux petits-enfants et quatre arrière-petits-enfants.

## Filmographie
- 1941 : Les Secrets de Walt Disney (The Reluctant Dragon) : FDR (segment "Baby Weems") (voix)
- 1942 : Cinquième colonne (Saboteur) : Radio Broadcaster (voix)
- 1942 : La Glorieuse Parade (Yankee Doodle Dandy) : Franklin D. Roosevelt (voix)
- 1942 : So You Want to Give Up Smoking : Narrator (voix)
- 1942 : So You Think You Need Glasses : Narrator (voix)
- 1943 : Mission to Moscow : Commentator
- 1943 : Cavalcade of Dance : Narrator (voix)
- 1945 : So You Think You're Allergic : Narrator (voix)
- 1946 : Rendezvous 24 : Thompson / Narrator
- 1946 : The Man Who Dared de John Sturges
- 1946 : So You Want to Play the Horses : Narrator (voix)
- 1946 : So You Want to Keep Your Hair : Narrator (voix)
- 1946 : So You Think You're a Nervous Wreck : Narrator (voix)
- 1947 : Backlash (en) : Radio Commentator
- 1947 : So You're Going to Be a Father : Narrator (voix)
- 1947 : So You Want to Be in Pictures : Narrator (voix)
- 1947 : The Perils of Pauline : Voice of Trailer Narrator
- 1947 : So You're Going on a Vacation : Narrator (voix)
- 1947 : So You Want to Be a Salesman : Narrator (voix)
- 1947 : Let's Sing a Song of the West : Narrator (voix)
- 1947 : Le Crime était presque parfait (The Unsuspected) : Announcer
- 1947 : So You Want to Hold Your Wife : Narrator (voix)
- 1947 : Let's Sing an Old Time Song : Narrator (voix)
- 1948 : Calgary Stampede : Narrator (voix)
- 1948 : So You Want an Apartment : Narrator (voix)
- 1948 : Let's Sing a Song About the Moonlight : Narrator (voix)
- 1948 : So You Want to Be a Gambler : Narrator (voix)
- 1948 : Let's Sing a Stephen Foster Song : Narrator (voix)
- 1948 : So You Want to Build a House : Narrator (voix)
- 1948 : Let's Go Swimming : Narrator
- 1948 : So You Want to Be a Detective : Narrator / Gilmore (voix)
- 1948 : Let's Sing a Song from the Movies : Narrator (voix)
- 1948 : Let's Sing Grandfather's Favorites : Narrator (voix)
- 1948 : So You Want to Be in Politics : Narrator (voix)
- 1949 : So You Want to Be a Baby-Sitter : Narrator (voix)
- 1949 : So You Want to Be Popular : Narrator (voix)
- 1949 : Treachery Rides the Trail : Narrator
- 1949 : Il y a de l'amour dans l'air (My Dream Is Yours) : Radio Annoucer
- 1949 : King of the Rocket Men : Newscaster [Ch. 5] (voix)
- 1949 : So You Want to Be a Muscle Man : Narrator (voix)
- 1949 : So You're Having In-Law Trouble : Narrator (voix)
- 1949 : So You Want to Get Rich Quick : Narrator (voix)
- 1949 : So You Want to Be an Actor : Narrator (voix)
- 1950 : Montana : Opening Off-Screen Narrator
- 1950 : So You Want to Throw a Party : Narrator (voix)
- 1950 : So You Think You're Not Guilty : Narrator (voix)
- 1950 : So You Want to Hold Your Husband : Narrator (voix)
- 1950 : So You Want to Move : Narrator (voix)
- 1950 : Tea for Two : Radio Announcer (voix)
- 1950 : So You Want a Raise : Narrator (voix)
- 1950 : So You're Going to Have an Operation : Narrator (voix)
- 1951 : So You Want to Be a Handyman : Narrator (voix)
- 1951 : So You Want to Be a Cowboy : Narrator (voix)
- 1951 : So You Want to Be a Paperhanger : Narrator (voix)
- 1951 : So You Want to Buy a Used Car : Narrator (voix)
- 1951 : Une place au soleil (A Place in the Sun) : Voice of Radio Broadcaster / Narrator of Trailer
- 1951 : Le Choc des mondes (When Worlds Collide) : Paul, Dr Bronson's Assistant
- 1951 : So You Want to Be a Bachelor : Narrator (voix)
- 1951 : So You Want to Be a Plumber : Narrator (voix)
- 1952 : So You Want to Enjoy Life : Narrator (voix)
- 1952 : So You're Going to a Convention : Narrator (voix)
- 1952 : The Winning Team : Radio sports announcer (voix)
- 1952 : The Story of Will Rogers : Announcer at Political Convention
- 1952 : So You Never Tell a Lie : Narrator (voix)
- 1952 : So You're Going to the Dentist : Narrator (voix)
- 1952 : So You Want to Wear the Pants : Narrator (voix)
- 1953 : So You Want to Be a Musician : Narrator (voix)
- 1953 : So You Want to Learn to Dance (en) de Richard L. Bare : Narrator (voix)
- 1953 : So You Love Your Dog : Narrator (voix)
- 1954 : Une femme qui s'affiche (It Should Happen to You) : Don Toddman
- 1954 : Susan Slept Here : The Oscar (voix)
- 1954 : Fenêtre sur cour (Rear Window) : Radio announcer (voix)
- 1954 : La police est sur les dents (en) (Dragnet) de Jack Webb : Doctor
- 1954 : Tobor the Great : Airport Announcer (voix)
- 1955 : Unchained : Narrator
- 1955 : New York confidentiel (New York Confidential) : Radio broadcaster (voix)
- 1955 : The Eternal Sea : British Naval Officer
- 1955 : So You Want to Be on a Jury : Narrator (voix)
- 1955 : City of Shadows : Radio Broadcaster (voix)
- 1955 : Francis in the Navy d'Arthur Lubin : Lieutenant Hopper
- 1955 : Wiretapper (en) de Dick Ross : Narrator
- 1955 : Condamné au silence (The Court-Martial of Billy Mitchell) : Voice of Radio Broadcaster
- 1956 : So You Want to Be Pretty : Narrator (voix)
- 1956 : L'Ultime Razzia (The Killing) : Narrator
- 1956 : The Boss (en) : Radio broadcaster (voix)
- 1957 : Men of Annapolis (série TV) : Narrator (unknown episodes)
- 1957 : Prisonnier de la peur (Fear Strikes Out) de Robert Mulligan : Voice of Broadcaster / Trailer Narrator
- 1958 : The Narcotics Story : Narrator
- 1958 : Suicide Battalion : Capt. Hendry
- 1960 : Le Héros du Pacifique (en) (The Gallant Hours) de Robert Montgomery : Narrator, Japanese sequences
- 1960 : The Comedy Spot (série TV) : Host (unknown episodes)
- 1963 : Johnny Cool de William Asher : Racetrack Announcer (voix)
- 1972 : Emergency! (TV) : Battalion Chief
- 1977 : The Amazing Howard Hughes (TV) : Newsreel Announcer
- 2001 : Moonbeams : The Moon